# István Mészáros (tłumacz)
István Mészáros (ur. 29 września 1891 w Budapeszcie, zm. 21 grudnia 1964 tamże) – węgierski tłumacz.
Przekładał i popularyzował polską literaturę, m.in. utwory Sienkiewicza, Prusa, Orzeszkowej, Reymonta, Żeromskiego, a także współczesnych autorów: Andrzejewskiego, Nałkowskiej, Lema, Kruczkowskiego i Stryjkowskiego.